# UFC 217
UFC 217: Bisping vs. St-Pierre（ユーエフシー・ツーセブンティーン：ビスピン・バーサス・サンピエール）は、アメリカ合衆国の総合格闘技団体「UFC」の大会の一つ。2017年11月4日、ニューヨーク州ニューヨークマンハッタン区のマディソン・スクエア・ガーデンで開催された。

## 大会概要
本大会のメインイベントではUFC世界ミドル級タイトルマッチとして王者マイケル・ビスピンと挑戦者ジョルジュ・サンピエールによる対戦が行われ、サンピエールが王座獲得に成功。セミではUFC世界バンタム級タイトルマッチとして王者コーディ・ガーブラントと挑戦者TJ・ディラショーによる対戦が行われ、ディラショーが王座の獲得に成功した。UFC世界女子ストロー級タイトルマッチでは挑戦者のローズ・ナマユナスが王者のヨアナ・イェンジェイチックに勝利して王座獲得に成功した。

## 試合結果

### アーリープレリム
第1試合 バンタム級 5分3R
○  リカルド・ラモス vs.  アイマン・ザハビ ×
3R 1:58 KO（スピニングバックエルボー）
第2試合 ヘビー級 5分3R
○  カーティス・ブレイズ vs.  アレクセイ・オレイニク ×
2R 1:56 TKO（ドクターストップ）

### プレリミナリーカード
第3試合 ウェルター級 5分3R
○  ランディ・ブラウン vs.  ミッキー・ガル ×
3R終了 判定3-0（29-28、29-28、29-27）
第4試合 ライトヘビー級 5分3R
○  オヴィンス・サンプルー vs.  コーリー・アンダーソン ×
3R 1:25 KO（左ハイキック）
第5試合 ヘビー級 5分3R
○  マーク・ゴッドビアー vs.  ウォルト・ハリス ×
1R 4:29 失格（ブレイク後のキック）
第6試合 ライト級 5分3R
○  ジェームス・ヴィック vs.  ジョセフ・ダフィー ×
2R 4:59 TKO（右アッパー→パウンド）

### メインカード
第7試合 ミドル級 5分3R
○  パウロ・コスタ vs.  ジョニー・ヘンドリックス ×
2R 1:23 TKO（右アッパー）
第8試合 ウェルター級 5分3R
○  スティーブン・トンプソン vs.  ホルヘ・マスヴィダル ×
3R終了 判定3-0（30-26、30-27、30-27）
第9試合 UFC世界女子ストロー級タイトルマッチ 5分5R
○  ローズ・ナマユナス vs.  ヨアナ・イェンジェイチック ×
1R 3:03 KO（左フック→パウンド）
※ナマユナスが王座獲得に成功。
第10試合 UFC世界バンタム級タイトルマッチ 5分5R
○  TJ・ディラショー vs.  コーディ・ガーブラント ×
2R 2:41 KO（右フック→パウンド）
※ディラショーが王座獲得に成功。
第11試合 UFC世界ミドル級タイトルマッチ 5分5R
○  ジョルジュ・サンピエール vs.  マイケル・ビスピン ×
3R 4:23 リアネイキッドチョーク
※サンピエールが王座獲得に成功。

### 各賞
ファイト・オブ・ザ・ナイト： 該当無し
パフォーマンス・オブ・ザ・ナイト： ジョルジュ・サンピエール、TJ・ディラショー、ローズ・ナマユナス、オヴィンス・サンプルー、リカルド・ラモス
各選手にはボーナスとして5万ドルが授与された。

### カード変更
負傷などによるカードの変更は以下の通り。